# Cladorhiza moruliformis
Cladorhiza moruliformis är en svampdjursart som beskrevs av Ridley och Arthur Dendy 1886. Cladorhiza moruliformis ingår i släktet Cladorhiza och familjen Cladorhizidae.
Artens utbredningsområde är havet kring Australien. Inga underarter finns listade i Catalogue of Life.